# Monti di Graz
I Monti di Graz (in tedesco: Grazer Bergland) sono una catena montuosa austriaca situata in Stiria, a nord della città di Graz, appartenente alle Alpi Centro-orientali, in particolare alla sezione delle Prealpi di Stiria.

## Geografia
I Monti di Graz confinano con le seguenti altre regioni geografiche:
- a nord-ovest con Gleinalpe;
- a nord-est con le Alpi di Fischbach, separate dalle valli Breitenauertal e di Gasenbach;
- a est con la catena Wechsel-Joglland, separate dalla valle del fiume Feistritz;
- a sud arrivano fino alla città di Graz, dove inizia l'Oststeirisches Hügelland (letteralmente "regione collinare della Stiria orientale");
- a ovest con Packalpe e Stubalpe.

Orograficamente, il fiume Mura, che scorre da nord a sud e che passa per Graz, divide i Monti di Graz in due: i Monti occidentali di Graz (Westliches Grazer Bergland) e i Monti orientali di Graz (Östliches Grazer Bergland).
Secondo la classificazione SOIUSA, i Monti occidentali di Graz appartengono alle Prealpi nord-occidentali di Stiria, mentre quelli orientali alle Prealpi centrali di Stiria.